# 正义联盟 (蒙古国)
正义联盟（羅馬化：Shudraga Yos Evsel）是蒙古国的一个已不存在的政党联盟，2012年由蒙古人民革命党和蒙古民族民主党组成。

## 简介
2012年6月，以门德赛汗·恩赫赛汗为党主席的蒙古民族民主党与以那木巴尔·恩赫巴亚尔为党主席的蒙古人民革命党（2011年成立的政党）已组成“正义联盟”，准备参加2012年6月底举行的2012年国家大呼拉尔选举。“正义联盟”的目标是成为除蒙古人民党和民主党以外的蒙古第三大政治势力。
在2012年6月28日举行的国家大呼拉尔选举中，执政的蒙古人民党仅获76个议席中的27个议席，失去议会第一大党的地位。民主党则获得31席，民主党决定与由蒙古人民革命党和蒙古民族民主党组成的“正义联盟 ”及公民意志绿党联合组阁，形成阿勒坦呼亚格内阁。